# Othreis colubra
Othreis colubra är en fjärilsart som beskrevs av William Schaus 1911. Othreis colubra ingår i släktet Othreis och familjen nattflyn. Inga underarter finns listade i Catalogue of Life.